# Ephippiandra
Ephippiandra es un género con ocho especies de plantas de flores perteneciente a la familia Aizoaceae. Son nativas de Madagascar.

## Especies seleccionadas
- Ephippiandra capuronii Cavaco
- Ephippiandra domatiata Lorence
- Ephippiandra madagascariensis (Danguy) Lorence
- Ephippiandra masoalensis Lorence
- Ephippiandra microphylla (Perkins) Cavaco
- Ephippiandra myrtoidea Decne.
- Ephippiandra perrieri (Cavaco) Lorence
- Ephippiandra tsaratanensis (Cavaco) Lorence[1]